# Мол Варна Тауърс
Mall Varna Towers е търговски център на булевард „Владислав Варненчик“ във Варна, България.
Инвестициите за изграждането му възлизат на 85 милиона лева. Строежът на комплекса започна през август 2007 г. Открит е през 2010 г.
Комплексът е с обща площ от 80 000 квадратни метра, като 52 000 кв. м e търговска част, разположена между 2 кули с обща разгърната площ от почти 19 000 кв. метра. Кулите са 14-етажни.
Зоната за пазаруване и за развлечения се покрива от 4 търговски нива, на които са разположени магазини за мода, бижута, аксесоари, центрове за здраве и красота, техника, спорт и комуникации. Също така има заведения за хранене и съвременни киносалони.
Всеки от близнаците е с височина от 76 метра. Те са предназначени за офиси. На покрива на едната кула има хеликоптерна площадка, а на другата е първият на Балканите въртящ се ресторант - Magnito Sky, който затвори врати през периода на 2012 - 2013 година. На мястото на ресторанта в момента има зала за представления, събрания и други потребности.
Към търговския център са изградени и паркинг – подземен с около 500 места.
Проектът „Варна тауърс“ включва и изграждането на външни градини, тревни и цветни площи.